# Proměny (Glee)
Proměny (v anglickém originále Makeover) je třetí epizoda čtvrté série amerického hudebního televizního seriálu Glee a v celkovém pořadí šedesátá devátá epizoda tohoto seriálu. Napsal ji Ian Brennan, režíroval Eric Stoltz a poprvé se vysílala ve Spojených státech dne 27. září 2012 na televizním kanálu Fox. Jedná se o nejméně sledovanou epizodu v celé historii seriálu. Tato epizoda obsahuje představení speciální hostující hvězdy Sarah Jessicy Parker v roli Isabelle Wright z Vogue.com, která bude mentorkou pro Kurta (Chris Colfer).

## Příběh

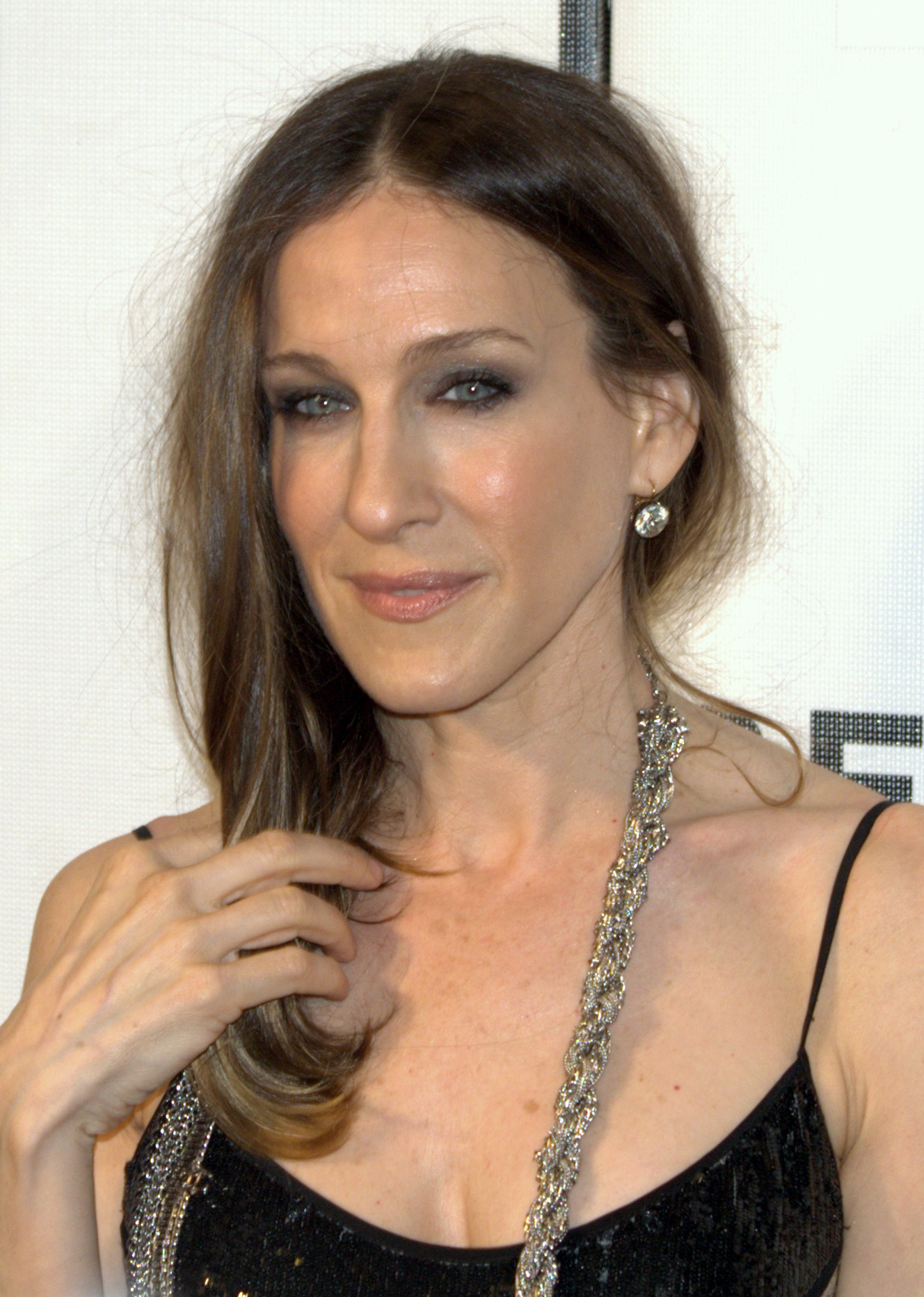
V této epizodě se poprvé objevila Sarah Jessica Parker v roli vedoucí Vogue.com, Isabelle Wright

V Limě v Ohiu se Blaine Anderson (Darren Criss) rozhodne přihlásit do konkurzu o prezidenta ročníku. Proti němu je Brittany Pierce (Heather Morris), která požádá Artieho Abramse (Kevin McHale), aby jí pomohl s prezidentskou kampaní, z čehož je zklamaný Sam Evans (Chord Overstreet), protože chtěl, aby Brittany o to požádala jeho. Ta ho jako porotce doporučí Blainovi. Během debaty Brittanina řeč totálně ztroskotá, a tak jsou zvoleni Blaine a Sam.
Vedoucí sboru Will Schuester (Matthew Morrison) se svěřuje trenérce roztleskávaček Sue Sylvester (Jane Lynch), že se cítí, jako by mu pro New Directiond došly nápady. Sue věří, že Will ztratil svou vášeň pro sbor poté, co dosáhl svého snu dovést sbor k vítězství na národním kole a radí mu, aby se zaměřil na nový projekt. Will později řekne své snoubence, školní výchovné poradkyni Emmě Pillsbury (Jayma Mays), že zvažuje vstup do modrého panelu vlády, aby celonárodně zlepšil výuku umění na školách a Emma ho podporuje, aby následoval své sny.
V New Yorku je Kurt Hummel (Chris Colfer) úspěšně přijat Isabelle Wright (Sarah Jessica Parker) do práce pro Vogue.com. Rachel Berry (Lea Michele) se pro její vzhled vysmívají spolužáci a Kurt jí nabídne proměnu, která nejen změní její vizáž, ale navíc mu udělí šanci ohromit Isabelle se svým nápadem natočit videoklip s proměnou vizáže pro Vogue.com. Isabelle se k nim přidá od té chvíle, co uslyší, že Rachel bude mít proměnu. Vogue.com se nakonec rozhodne přetočit video s Rachelininou proměnou a použije to jako spouštěcí bod nové obchodní strategie a ocení Kurta za jeho příspěvek. Je požádán, aby od teď chodil na porady a Isabelle mu řekne, že zatímco jeho ambice vystupovat v divadle jsou skvělé, tak má velké nadání pro módu a mohl by to v budoucnosti považovat za svou kariéru.
Artieho volební ambice ho dostanou na rande se Sugar Mottou (Vanessa Lengies), zatímco Kurt je nechtěně odtahován od Blaina. Rozrušený Blaine si stěžuje Samovi, že od té doby, co Kurt není na McKinleyově střední nestojí mnoho věcí za nic a Sam se ho snaží přesvědčit o jeho důležitosti pro Kurta a školy.
V New Yorku zpívá Rachel duet písně od Sheryl Crow, "A Change Would Do You Good" se svým kamarádem z NYADY, Brodym Westonem (Dean Geyer) a poté ho pozve na večeři. Následně během jejich rozhovoru v obývacím pokoji se Rachel a Brody poprvé políbí, než je přeruší zaklepání na dveře. Rachel jde otevřít, ale místo Kurta, kterého očekávala, stojí ve dveřích její bývalý snoubenec Finn Hudson (Cory Monteith).

## Seznam písní
- "Everybody Wants to Rule the World"
- "Celebrity Skin"
- "The Way You Look Tonight" / "You're Never Fully Dressed Without a Smile"
- "A Change Would Do You Good"

## Obsazení
| Chris Colfer      | Kurt Hummel           |
| Darren Criss      | Blaine Anderson       |
| Jane Lynch        | Sue Sylvester         |
| Kevin McHale      | Artie Abrams          |
| Lea Michele       | Rachel Berry          |
| Cory Monteith     | Finn Hudson           |
| Heather Morris    | Brittany Pierce       |
| Matthew Morrison  | William Schuester     |
| Chord Overstreet  | Sam Evans             |
| Amber Riley       | Mercedes Jones        |
| Naya Rivera       | Santana Lopez         |
| Mark Salling      | Noah „Puck“ Puckerman |
| Harry Shum mladší | Mike Chang            |
| Jenna Ushkowitz   | Tina Cohen-Chang      |